# مازدا سي إكس-5
مازدا سي إكس-5 هي سيارة كروس أوفر مدمجة أنتجتها شركة مازدا بدءًا من عام 2012 لمجموعة طرازات العام 2013.  هي أول سيارة مازدا تتميز بتصميم كودو الجديد - لغة تصميم روح الحركة  ظهرت لأول مرة في معرض شيناري في مايو 2011.  تشترك في منصتها مع مازدا 3 ومازدا 6 . 
كما أنها أول سيارة تتميز بتكنولوجيا سكاي أكتيف الكاملة للشركة ، بما في ذلك منصة صلبة وخفيفة الوزن، جنبًا إلى جنب مع سلسلة جديدة من المحركات وناقلات الحركة الفعالة مما يؤدي إلى تقليل الانبعاثات واستهلاك الوقود. تم إطلاق محرك سكاي أكتيف وتقنيات ناقل الحركة لأول مرة في سيارة مازدا 3 سيدان وهاتشباك المدمجة لعام 2012. 

## الجيل الأول (2012)
اعتمد تصميم سي إكس-5 على مازدا ميناغي. تحل سي إكس-5 محل كل من مازدا تريبيوت و مازدا سي إكس-7 . 

## الجيل الثاني (2017)

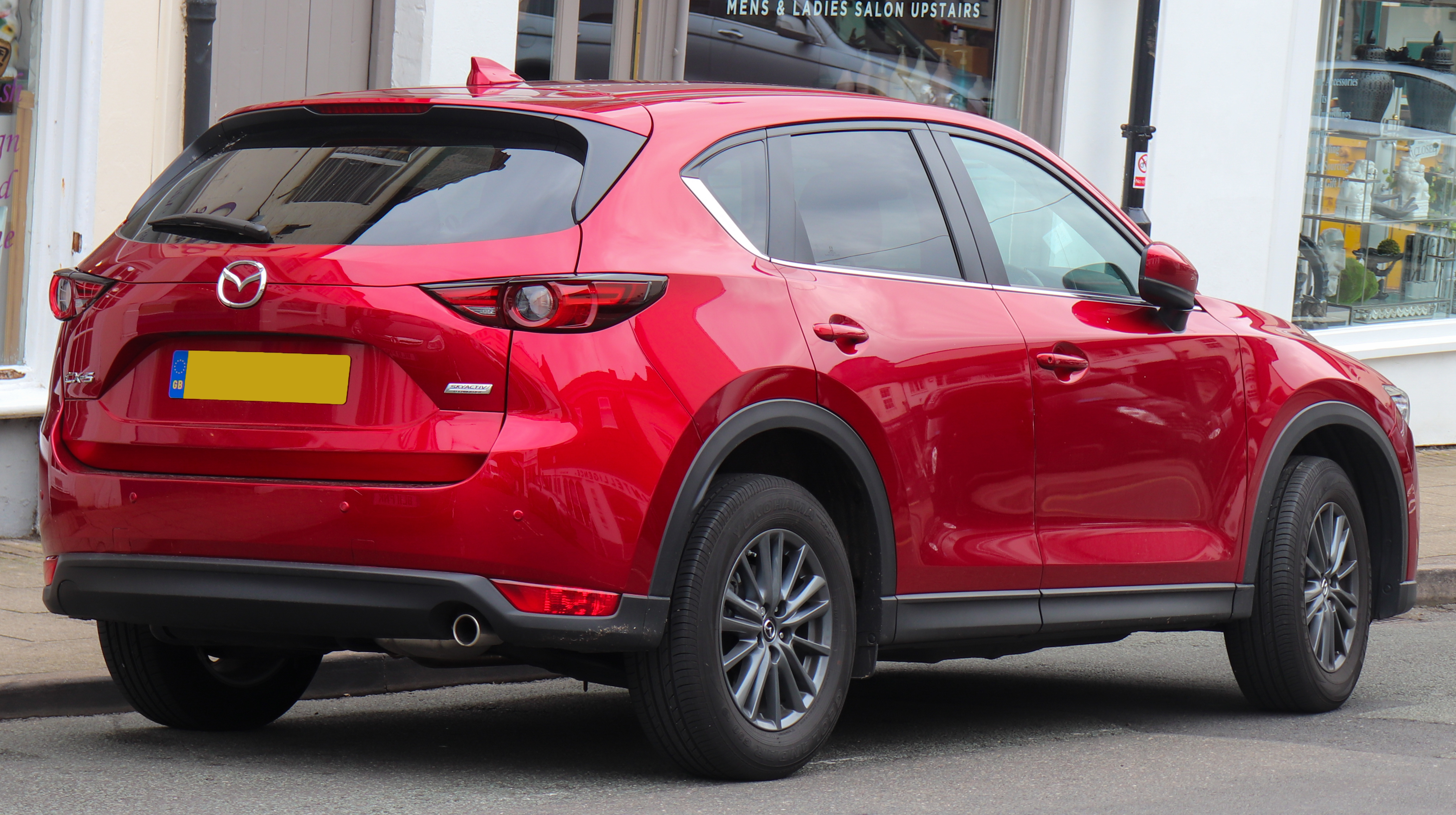
الجيل الثاني

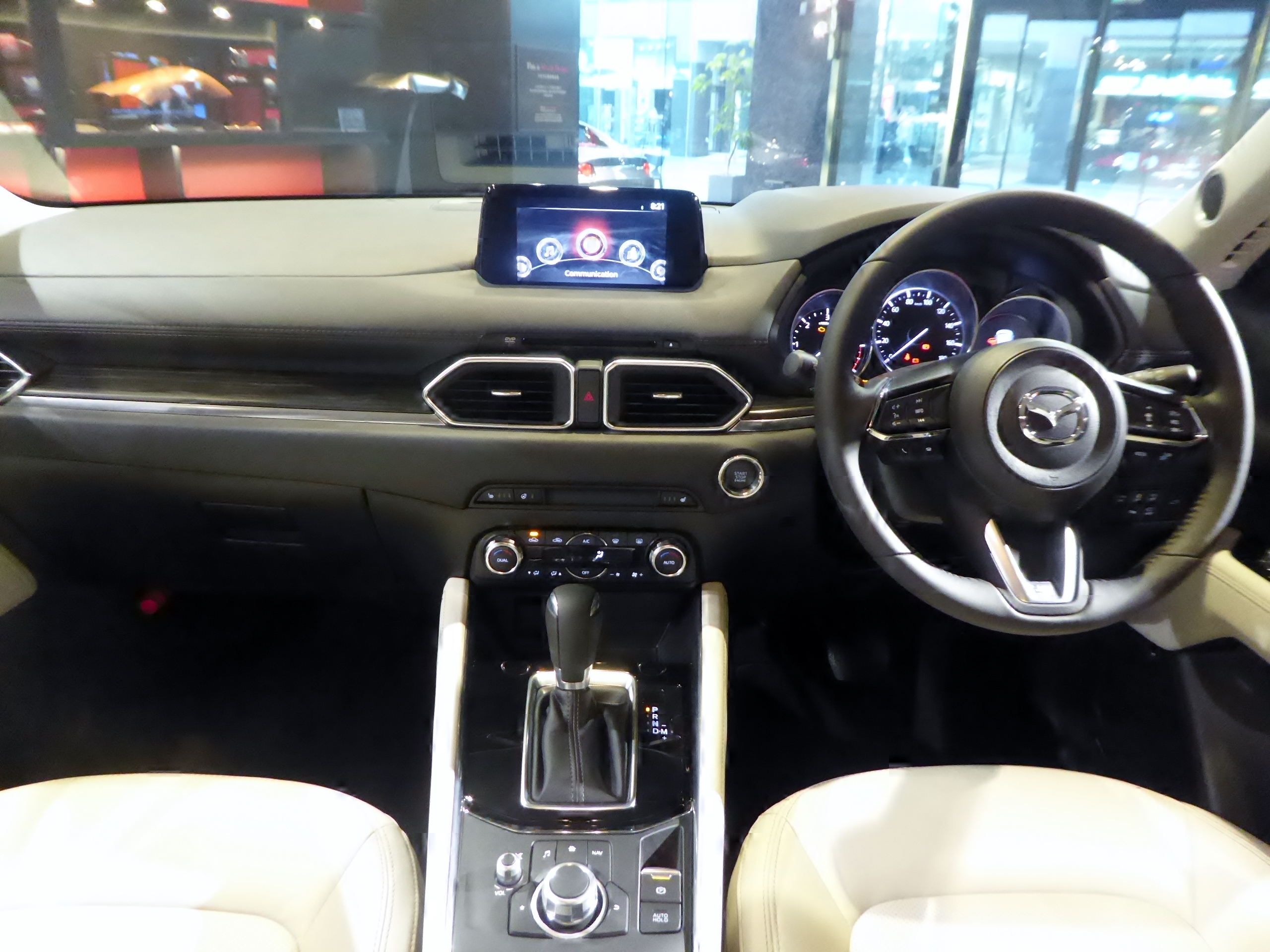
الداخلية

تم الكشف عن الجيل الثاني من السي إكس-5 بتصميم تم تجديده وتقنية جديدة في 15 نوفمبر 2016 في معرض لوس أنجلوس للسيارات . 
يتوفر سي إكس-5 مع محركات البنزين SKYACTIV-G 2.0 ، والبنزين SKYACTIV-G 2.5 ومحركات الديزل SKYACTIV-D 2.2. تشمل الميزات الجديدة لون الهيكل الجديد "Soul Red Crystal" بالإضافة إلى باب خلفي جديد يعمل بالتحكم عن بعد. 
تضيف سي إكس-5 موديل 2019 محرك سي إكس-9 كخيار. محرك Skyactiv-G رباعي الأسطوانات سعة 2.5 لترًا ينتج 250 حصانًا عند 5000 دورة في الدقيقة على وقود 93 أوكتان و 227 حصان على 87 أوكتان. تدعي مازدا أن المحرك الجديد يوفر 22 ميلا في الغالون في المدينة و 27 طريق سريع و 24 ميلا في الغالون مجتمعة في تقليم الدفع الرباعي بغض النظر عن الأوكتان.  

## روابط خارجية
- الموقع الرسمي